# Dickson County
Dickson County är ett administrativt område i delstaten Tennessee, USA, med 49 666 invånare. Den administrativa huvudorten (county seat) är Charlotte. 

## Geografi
Enligt United States Census Bureau har countyt en total area på 1 272 km². 1 269 km² av den arean är land och 4 km² är vatten.  

### Angränsande countyn
- Montgomery County - nord
- Cheatham County - öst
- Williamson County - sydost
- Hickman County - syd
- Humphreys County - sydväst
- Houston County - nordväst